# 國立少年
「國立少年」（こくりつしょうねん）は、日本のヴィジュアル系バンド、R指定が2009年9月7日に発売した、通算3枚目となるシングル。

## 概要
- SPEED DISK移籍後、第1弾シングル。前作「玉砕メランコリィ」から5か月ぶりのリリースとなった。

## 収録曲
1. カナリア
カップリング曲から始まるのは、本作が初である。
ビデオ・クリップ集『映像盤。』の初回限定盤には、ツアー『Tour ”DOKUMORU”』の最終公演であった2011年8月8日の東京豊島公会堂公演のライブの映像が収録されている。
2. 國立少年 -ナショナルキッド-
シングルのタイトルとは異なり、サブタイトルが追加されている。
12thシングル「クローゼットガール」の初回限定盤のDVDには、ツアー『サラバココロノ病ミ』の2012年6月10日の赤坂BLITZ公演のライブの映像が、ライブ・ビデオ集『映像盤。参』には、ツアー『R-shitei oneman tour 2013 世界の終わり』の2013年7月21日のZepp DiverCityTokyo公演のライブの映像が収録されている。
3. 嗚呼、性春
タイトルの「性春」は「青春」をもじったものと思われる。

## 収録アルバム
オリジナルアルバム
- 『人間失格』(#1)

## 収録映像作品
PV収録作品
- 『映像盤。』(#1)

ライブ映像収録
- 『映像盤。参』(#2)
- 『映像盤。』 (#1,初回限定盤のみ)